# Championnat de Roumanie de football 1990-1991
Navigation
Saison précédente Saison suivante
La saison 1990-1991 du Championnat de Roumanie de football était la 73e édition de la première division roumaine. Le championnat rassemble les 18 meilleures équipes du pays au sein d'une poule unique, où chaque club rencontre tous ses adversaires 2 fois, à domicile et à l'extérieur.
C'est le club d'Universitatea Craiova qui termine en tête du championnat et remporte le 4e titre de champion de Roumanie de son histoire. L'Universitatea réussit même le doublé Coupe-championnat en battant le FC Bacau en finale de la Coupe de Roumanie.

## Les 18 clubs participants
| - Dinamo Bucarest - Politehnica Timisoara - FC Arges Pitesti - Steaua Bucarest - FCM Progresul Braila - Promu de Divizia B - Sportul Studentesc Bucarest - Farul Constanta - Universitatea Craiova - FC Bihor Oradea | - FC Brasov - FC Inter Sibiu - Gloria Bistrita - Promu de Divizia B - FC Bacau (anc. SC Bacau) - SC Jiul Petrosani - FC Corvinul Hunedoara - FC Rapid Bucarest - Promu de Divizia B - FC Petrolul Ploiesti - Universitatea Cluj |

## Compétition

### Classement
Le classement est établi en utilisant le bareme suivant :
- Victoire : 2 points
- Match nul : 1 point
- Défaite, forfait ou abandon : 0 point

| Rang | Équipe                      | Pts | J  | G  | N  | P  | Bp | Bc | Diff |
| ---- | --------------------------- | --- | -- | -- | -- | -- | -- | -- | ---- |
| 1    | Universitatea Craiova (C)   | 50  | 34 | 22 | 6  | 6  | 74 | 26 | +48  |
| 2    | Steaua Bucarest             | 50  | 34 | 20 | 10 | 4  | 67 | 28 | +39  |
| 3    | Dinamo Bucarest (T)         | 43  | 34 | 16 | 11 | 7  | 54 | 27 | +27  |
| 4    | FC Inter Sibiu              | 38  | 34 | 18 | 2  | 14 | 56 | 46 | +10  |
| 5    | Gloria Bistrița (P)         | 37  | 34 | 15 | 7  | 12 | 51 | 38 | +13  |
| 6    | Politehnica Timișoara       | 35  | 34 | 14 | 7  | 13 | 45 | 45 | 0    |
| 7    | FC Petrolul Ploiești        | 35  | 34 | 15 | 5  | 14 | 48 | 49 | -1   |
| 8    | FC Argeș Pitești            | 34  | 34 | 13 | 8  | 13 | 49 | 42 | +7   |
| 9    | FC Brașov                   | 34  | 34 | 14 | 6  | 14 | 47 | 45 | +2   |
| 10   | Farul Constanța             | 34  | 34 | 12 | 10 | 12 | 40 | 40 | 0    |
| 11   | FC Rapid Bucarest (P)       | 32  | 34 | 13 | 6  | 15 | 44 | 45 | -1   |
| 12   | Sportul Studentesc Bucarest | 32  | 34 | 10 | 12 | 12 | 45 | 53 | -8   |
| 13   | FCM Progresul Braila (P)    | 31  | 34 | 13 | 5  | 16 | 33 | 49 | -16  |
| 14   | FC Corvinul Hunedoara -2    | 30  | 34 | 15 | 2  | 17 | 47 | 62 | -15  |
| 15   | FC Bacau                    | 29  | 34 | 11 | 7  | 16 | 32 | 42 | -10  |
| 16   | SC Jiul Petroșani           | 28  | 34 | 11 | 6  | 17 | 46 | 65 | -19  |
| 17   | FC Bihor Oradea -4          | 18  | 34 | 7  | 8  | 19 | 40 | 75 | -35  |
| 18   | Universitatea Cluj          | 16  | 34 | 5  | 6  | 23 | 26 | 67 | -41  |

|  | Qualifié pour la Coupe des clubs champions 1991-1992 |
|  | Qualifié pour la Coupe des Coupes 1991-1992          |
|  | Qualifié pour la Coupe UEFA 1991-1992                |
|  | Relégation en Divizia B                              |

- Les clubs du FC Corvinul Hunedoara et du FC Bihor Oradea ont reçu respectivement une pénalité de 4 et 2 points pour des raisons inconnues.

## Bilan de la saison
| Tableau d'Honneur                   |                       |
| Compétition                         | Vainqueur             |
| Championnat de Roumanie de football | Universitatea Craiova |
| Coupe de Roumanie de football       | Universitatea Craiova |

| Qualifications européennes          |                                 |
| Compétition                         | Qualifié                        |
| Coupe des clubs champions 1991-1992 | Universitatea Craiova           |
| Coupe des Coupes 1991-1992          | FC Bacau                        |
| Coupe UEFA 1991-1992                | Steaua Bucarest Dinamo Bucarest |

| Promotions et relégations |                                                      |
| Promus en Divizia A       | Otelul Galati ASA Târgu Mureș Electroputere Craiova  |
| Relégués en Divizia B     | SC Jiul Petrosani FC Bihor Oradea Universitatea Cluj |